# Hoàng Bá Thao
Hoàng Bá Thao (1900–1948) là một viên tướng Trung Quốc Quốc Dân Đảng trong Chiến tranh Trung-Nhật lần thứ 2 và Nội chiến Trung Hoa, được tưởng thưởng Huân chương Thanh thiên Bạch nhật, danh hiệu cao quý nhất dành cho một tư lệnh Trung Hoa Dân Quốc.

## Thời trẻ và sự nghiệp
Nhà họ Hoàng có gốc từ Quảng Đông nhưng ông sinh ra ở Thiên Tân. Sau khi phục vụ một vài quân phiệt, ông đầu hàng quân Tưởng Giới Thạch trong Chiến tranh Bắc phạt. Trong Chiến tranh Trung-Nhật lần thứ 2, ông được thăng chức từ một sĩ quan tham mưu lên tư lệnh trung đoàn, lữ đoàn rồi sư đoàn nhờ vào tài năng vào học tại trường Đại học Chiến tranh Lục quân Trung Hoa, và được bổ nhiệm làm Tham mưu trưởng các quân khu 3, 6 và 9. Ông cũng tham mưu trong Sự kiện Tân Tứ quân đánh tan một lực lượng lớn quân Cộng sản. Năm 1946, khi Nội chiến Trung Hoa lại bùng phát, ông được thăng chức Tư lệnh Quân đoàn 25.

## Nổi danh
Tháng 12 năm 1946, Hoàng chỉ huy Quân đội Quốc dân rút khỏi Sơn Đông, và chặn đứng quân Cộng sản của Túc Dụ tại miền Trung Trung Hoa trong Chiến dịch Đông Hà Nam trong mùa hè 1948, cứu thoát 2 đơn vị Quốc dân đảng khỏi bị tiêu diệt. Tưởng Giới Thạch phong tặng ông Huân chương Thanh thiên bạch nhật và thăng chức Tư lệnh Binh đoàn 7. Tuy nhiên, việc thăng chức này không được các tư lệnh khác đồng tình, nhất là Khâu Thanh Tuyền, Tư lệnh Quân đoàn 5, và các gián điệp Cộng sản trong Quân đội Quốc dân tung tin đồn nên quan hệ của họ rất căng thẳng.

## Chiến dịch Hoài Hải và cái chết
Ngày 8 tháng 11 năm 1948, Chiến dịch Hoài Hải sắp bắt đầu, nên Bộ Quốc phòng Trung Hoa Dân Quốc quyết định rút Binh đoàn 6 và 7 từ Bắc Giang Tô (江苏) về tổng hành dinh quân Quốc dân ở Từ Châu. Hoàng được lệnh chờ một quân đoàn Quốc dân đảng khác (Quân đoàn 44) từ khu bình định 9 tại Hải Châu (海州) trước khi vượt Đại Vận Hà, khoảng thời gian 2 ngày quý giá bị bỏ phí. Ông cũng phạm sai lầm khi không bảo vệ cầu vượt sông, và 300,000 quân Cộng sản của Dã chiến quân Hoa Đông dưới quyền Túc Dụ bắt kịp họ, và Quân đoàn 63 dưới quyền ông bị đánh tan khỏi đội hình Binh đoàn 7 trong lúc cố gắng vượt Vận Hà tại Yaowan (窑湾) sau khi hoàn thành nhiệm vụ bảo vệ bên sườn. Cùng ngày (8 tháng 11 năm 1948), khi Hoàng tiếp tục rút về Từ Châu, gián điệp Đảng Cộng sản trong Khu bình định 3 bất ngờ làm binh biến trên chiến trường, 23,000 quân đầu hàng quân Cộng sản. Tổng hành dinh tại Từ Châu của Lưu Kỳ hoảng loạn và ra lệnh cho Binh đoàn 13 của Lý Di, đang phòng thủ phía đông Từ Châu, rút về Từ Châu. Những diễn biến trên cho phép quân Cộng sản cắt rời Binh đoàn 7 của Hoàng khỏi phần còn lại của Quân đội Quốc dân bằng cách chiếm Caobaji (曹八集) và Daxujia (大许家) vốn do Binh đoàn 13 của Lý Di đóng giữ. Tưởng Giới Thạch ra lệnh cho Binh đoàn 2 và 13 giải vây cho Binh đoàn 7; nhưng Khâu Thanh Tuyền (邱清泉), Tư lệnh Binh đoàn 2, không chịu ra tay cứu vì thù oán từ trước và lo rằng quân Cộng sản có thể bao vây cả quân của ông ta. Lý Di tuy cố gắng cứu viện nhưng những nỗ lực của ông ta bị phe Cộng sản đánh lui dù có máy bay và xe tăng hỗ trợ. Sau 15 ngày ác chiến, Binh đoàn 7 bị tiêu diệt tại làng Nianzhuang (碾庄), chỉ cách Từ Châu 20 dặm. Đêm 22 tháng 11 năm 1948, Hoàng Bá Thao tự sát sau khi đột phá thành công từ bộ chỉ huy của mình cùng với viên Phó tư lệnh Quân đoàn 25, ông này sau đó đem được di thể và vật dụng cá nhân của Hoàng qua khỏi các chốt canh của quân Cộng sản. Vì Hoàng Bá Thao là một trong số ít tư lệnh Quốc dân đảng thà chết chứ không chịu bị bắt làm tù binh, Tưởng Giới Thạch đích thân tổ chức quốc tang cho ông. Chính phủ Quốc dân phong tặng ông lên hàm Thượng tướng và tưởng thưởng Huân chương Thanh thiên bạch nhật thứ hai. Khi Quân giải phóng Nhân dân Trung Quốc tiến sát Nam Kinh mùa hè 1949, những người sống sót trong Binh đoàn 7 chuyển di hài ông đến Đài Loan.

## Thông tin khác
Trong thập niên 1960, con trai duy nhất của Hoàng Bá Thao giết chết một người bạn bằng một khẩu súng mà người cha để lại. Tưởng Giới Thạch không muốn họ Hoàng tuyệt hậu, nên người con trai này được ân xá và chỉ bị tù chung thân.